# Hala Shiha
Hala Shiha, née le 23 février 1979 au Caire en Égypte est une actrice égyptienne.

## Biographie
La carrière de Hala Shiha décolle en Égypte au début des années 2000, grâce à ses rôles dans des films tels que Leh khaletny ahebak et Ellembi.
En 2006, elle a 26 ans quand elle annonce prendre du recul sur sa carrière d'actrice pour des raisons religieuses. Ce n'est que douze ans plus tard, en août 2018, qu'elle annonce son retour sur les réseaux sociaux.

## Filmographie
La filmographie de Hala Shiha, comprend les films suivants  : 
- 2004 : Aris min geha amneya[5].
- 2003 : Lost in the USA (Vidéo)
- 2002 : Ellembi[6].
- 2001 : Elsellem wel te'ban[7].
- 2000 : Leh khaletny ahebak
- 1997 : Nesr Elsharq (série télé).

## Source de la traduction
- (en) Cet article est partiellement ou en totalité issu de l’article de Wikipédia en anglais intitulé « Hala Shiha » (voir la liste des auteurs).